# Gare de Byans
Gare de Byans vasútállomás Franciaországban, Byans-sur-Doubs településen.

## Vasútvonalak
Az állomást az alábbi vasútvonalak érintik:
- Franois–Arc-et-Senans-vasútvonal

## Kapcsolódó állomások
A vasútállomáshoz az alábbi állomások vannak a legközelebb:
- Gare de Torpes - Boussières
- Gare de Liesle